# John Gutfreund
John Halle Gutfreund (Scarsdale, 14 settembre 1929 – New York, 9 marzo 2016) è stato un banchiere e imprenditore statunitense, a lungo CEO di Salomon Brothers, una banca d'investimento diventata importante negli anni '80. Gutfreund trasformò Salomon Brothers da una partnership privata in una società quotata alla Borsa di New York. Nel 1985 Business Week gli diede il soprannome di "King of Wall Street".

## Biografia
Gutfreund è cresciuto in una famiglia ebrea a Scarsdale, un sobborgo di New York. Suo padre, Manuel Gutfreund, era il proprietario di una prospera compagnia di autotrasporti. Frequentò la Lawrenceville School. Nel 1951, Gutfreund si laureò in inglese all'Oberlin College in Ohio. Prese in considerazione l'insegnamento della letteratura, ma si arruolò nell'esercito. Nel 1953 fu dimesso. Suo padre apparteneva al Century Country Club di Purchase, New York (che all'epoca era un centro per l'establishment ebraico tedesco) dove spesso giocava a golf con William (Billy) Salomon, figlio di Percy Salomon, uno dei tre fratelli fondatori dei Fratelli Salomon. Su invito di Billy Salomon, il giovane Gutfreund si unì ai Salomon Brothers come tirocinante nel dipartimento di statistica.

## Carriera
Dopo diversi mesi, Gutfreund divenne impiegato nel dipartimento obbligazionario municipale, diventando infine un venditore di titoli. A 34 anni divenne partner. Nel 1978, Billy Salomon nominò Gutfreund come capo della società, diventando all'epoca il dirigente di Wall Street più pagato. Oltre al suo ufficio esecutivo al 43º piano del 1 New York Plaza, Gutfreund occupava spesso una scrivania nell'ufficio in cui si negoziava reddito fisso al 41º piano, noto come "la stanza", dove Gutfreund dava regolarmente consigli ai singoli promotori.
Quando Gutfreund era amministratore delegato di Salomon Brothers, ebbe luogo un grande scandalo riguardo al modo in cui il trading di titoli del Tesoro fu fatto dalla società. Paul Mozer, capo dello sportello dei titoli di Stato di Salomon Brothers, stava presentando offerte superiori a quanto consentito dalle regole del Tesoro. Quando questo fu scoperto e portato all'attenzione di Gutfreund, non sospese immediatamente il signor Mozer. L'esposizione delle ripetute violazioni delle regole sulle aste dei titoli di Stato statunitensi da parte di Mr. Mozer determinò un significativo scandalo durante il quale i regolatori e alcuni politici chiesero all'azienda di essere privata del suo status di rivenditore principale. Questa azione avrebbe minacciato la sopravvivenza dell'azienda, allora la più grande partecipante ai mercati del governo degli Stati Uniti e del trading di obbligazioni ipotecarie. Warren Buffett - che attraverso il Berkshire Hathaway aveva recentemente acquisito una posizione azionaria preferita di 700 milioni di dollari in Salomon - si allarmò dalle attività della società. Buffett prese attivamente misure con Salomon al fine di proteggere il suo investimento, incluso un breve periodo come CEO di Salomon Brothers. Come risultato dello scandalo, Gutfreund e altri dirigenti della Salomon furono costretti a dimettersi nel 1991.
Dal gennaio 2002, Gutfreund è stato Senior Managing Director e Executive Committee Member della banca d'investimento C.E. Unterberg, Towbin. È stato anche presidente di Gutfreund & Company, una società di consulenza finanziaria con sede a New York, specializzata nella consulenza a società e istituzioni finanziarie negli Stati Uniti, in Europa e in Asia.
Gutfreund è morto il 9 marzo 2016, all'età di 86 anni.

## Vita privata
Gutfreund si sposò due volte. Nel 1958 con l'ebrea americana Joyce Low, figlia di Teddy Low, partner di Bear Stearns. Ebbero tre figli: Nick (n. 1959), Josh (n.1961) e Owen (1963).
Nel 1981 si sposò con l'assistente di volo Susan Penn (nome da nubile Kaposta) (n. 1946), figlia di un pilota ungherese dell'aeronautica statunitense e di una madre ispano-americana. Ebbero un figlio, John Peter (n. 1985).
Quattro anni dopo la sua morte, nel 2021, la vedova Susan mise all'asta la vasta collezione Gutfreund di mobili inglesi e francesi, tappeti, fine art, opere d’arte russe, argenti, porcellane, dipinti antichi, ceramiche cinesi, gioielli per un valore stimato di 7 milioni di dollari.